# Inezia
Inezia é um género botânico pertencente à família Asteraceae.